# Grupa Podhalańska GOPR
Grupa Podhalańska GOPR – jedna z siedmiu grup regionalnych Górskiego Ochotniczego Pogotowia Ratunkowego. Jej początki sięgają 1954 roku, kiedy to w Rabce-Zdroju rozpoczęto starania, aby powstała organizacja zajmująca się ratownictwem górskim. Obszarem działalności grupy jest teren Gorców, Pienin, północnej części Podhala, Beskidu Wyspowego, polskiej części Orawy, polskiej części Spisza, części Beskidu Średniego oraz Beskidu Sądeckiego.

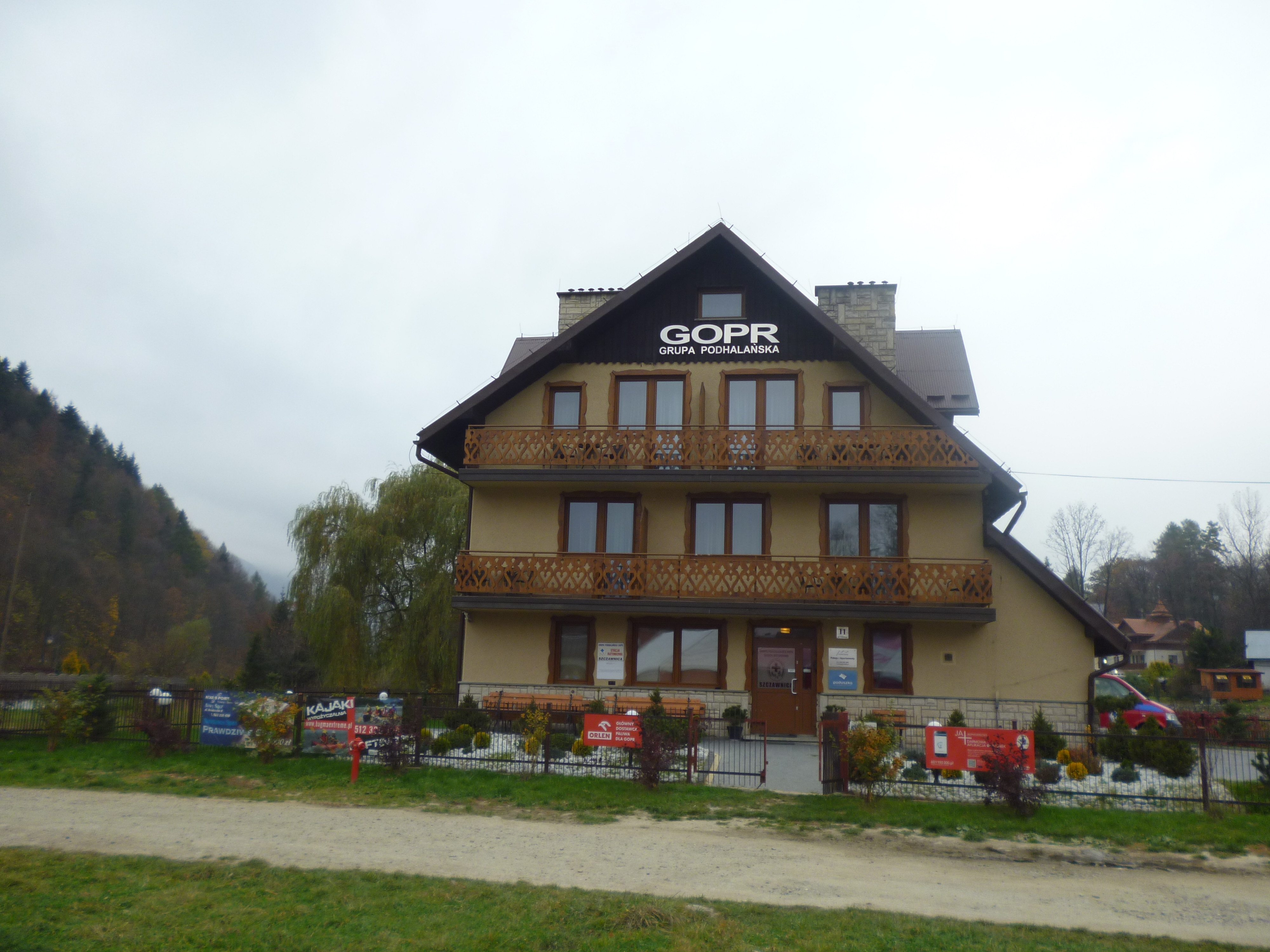
Stacja ratunkowa GOPR w Szczawnicy

## Historia Grupy
Rabka w latach 30. była jednym z najaktywniejszych ośrodków narciarskich w Polsce. Organizowano tu rajdy i zawody narciarskie. Takim imprezom niestety towarzyszyły również wypadki. W lutym 1935 roku czteroosobowy zespół z Rabki poszukiwał w rejonie Babiej Góry czterech zaginionych narciarzy. Prowadzone w trudnych, zimowych warunkach poszukiwania nie uratowały życia turystom. 1 stycznia 1938 r. powstało w Rabce Zimowe Górskie Pogotowie Towarzystwa Krzewienia Narciarstwa, liczące dziewięciu członków, pod kierownictwem dr. Teodora Cybulskiego. Jego zadaniem było zabezpieczenie szlaków turystycznych prowadzących na Turbacz i Luboń Wielki. Powstały stacje ratunkowe w schroniskach PTT na Turbaczu i Starych Wierchach oraz w Szczawie, Czorsztynie i Jurkowie. W zimie 1938 r. rabczańscy ratownicy udzielili pomocy narciarzowi, który zjeżdżając ze Starych Wierchów w rejonie Barda nabił się na wystający spod śniegu kij. Nie dysponując sprzętem ratowniczym na gałęziach cetyny i kijkach narciarskich przetransportowali rannego do Rabki.
Po II wojnie światowej w Gorcach, Pieninach i Beskidzie Wyspowym znacznie nasilił się ruch turystyczny. Powstała konieczność powołania do życia pogotowia górskiego, które na każde wezwanie uda się w góry nieść pomoc ludziom jej potrzebującym. W grudniu 1954 r. grupa miejscowych działaczy turystycznych m.in. Czesław i Elfryda Trybowscy oraz Emil Węglorz przystąpiła do organizacji Rabczańskiego Ochotniczego Pogotowia Ratunkowego (ROPR). W styczniu 1955 r. zorganizowano pierwszy kurs ratownictwa górskiego. Instruktorami byli ratownicy tatrzańscy, m.in. Tadeusz Pawłowski, Eugeniusz Strzeboński i Tadeusz Gąsienica-Giewont. Pierwsze miesiące działalności nie były łatwe. Brak bazy z prawdziwego zdarzenia, sprzętu ratunkowego i doświadczenia nadrabiano zaangażowaniem i młodzieńczym entuzjazmem. Ratownicze wykształcenie zdobywano na kursach w Tatrach i Beskidach. Tymczasem z wielu zakątków Podhala, Pienin i Beskidu Wyspowego napływały sygnały o wzrastającej liczbie wypadków. Zaistniała konieczność powołania sekcji operacyjnych w terenie. Pierwsza powstała w Nowym Targu (1956), następne w Krościenku nad Dunajcem (1957), Szczawnicy (1962) i Limanowej (1967), a później Ochotnicy Górnej, Kamienicy, Niedźwiedziu i na Orawie (połączona później z sekcją Rabka). W 1970 r. Grupa Rabczańska zmieniła swoją nazwę na Podhalańska, jako bardziej adekwatną do terenu swojego działania. W 1984 r. zostaje oddany do użytku budynek przy alei Tysiąclecia 1 w Rabce-Zdroju, w którym mieści się stacja centralna Grupy Podhalańskiej.

### Patron Grupy
Od 1965 r. patronem Grupy Podhalańskiej GOPR jest tragicznie zmarły Krzysztof Berbeka. Urodził się on w Pińsku 11 kwietnia 1930 r. Po ukończeniu szkoły średniej w Rabce-Zdroju rozpoczął studia geologiczne, które wkrótce przerwał. W 1951 roku zaczął się intensywnie wspinać w Tatrach i wkrótce stał się jednym z czołowych polskich taterników i alpinistów. Był instruktorem taternictwa i przewodnikiem tatrzańskim. Uczestniczył w wielu polskich wyprawach wysokogórskich. W latach 1957 i 1964 w Alpy, w 1958 i 1961 w Kaukaz i w 1960 w Hindukusz. Od 1952 r. był ratownikiem zawodowym w Grupie Tatrzańskiej GOPR. Uczestniczył w ponad 200 wyprawach ratunkowych. Uzyskał stopień instruktora ratownictwa górskiego. W zimie 1964 r. po dokonaniu pierwszego przejścia północnej ściany Dent d’Herens uległ wypadkowi, w wyniku którego zmarł 1 kwietnia 1964 r. w Zurychu.

## Grupa Podhalańska dzisiaj

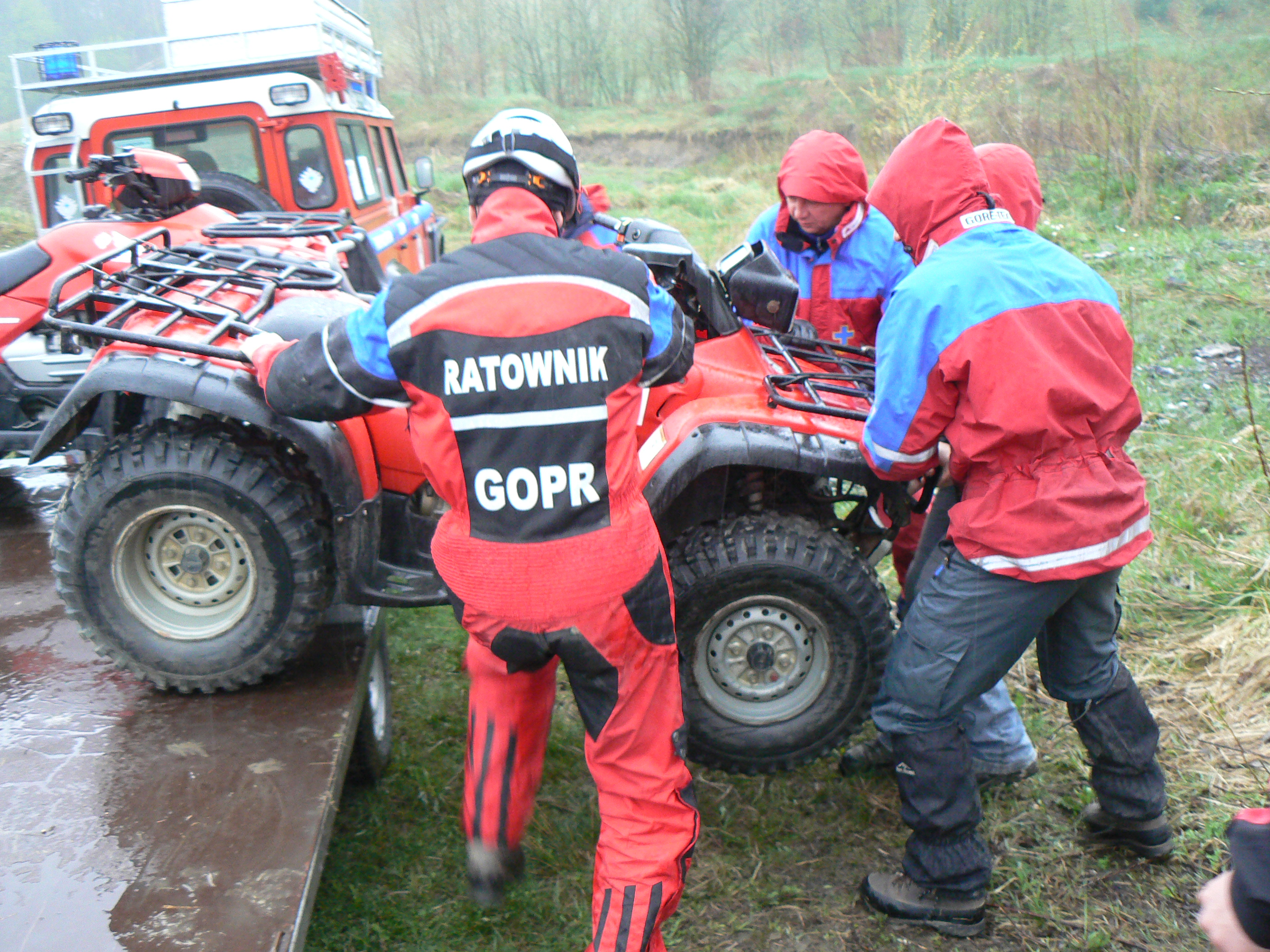
Ratownicy podczas akcji

Aktualnie Grupa Podhalańska zrzesza ponad 360 ratowników górskich, działających w ośmiu sekcjach operacyjnych: Rabka-Orawa, Nowy Targ, Krościenko nad Dunajcem, Szczawnica, Limanowa, Ochotnica, Kamienica, Niedźwiedź. Rocznie ratownicy Grupy Podhalańskiej uczestniczą w około 700 akcjach, wyprawach i interwencjach. Grupa dysponuje nowoczesnymi środkami transportu i sprzętem ratowniczym. W akcjach ratunkowych i poszukiwawczych wspomaga się rozbudowanym systemem nawigacyjnym GPS. Aktywnie współpracuje z Lotniczym Pogotowiem Ratunkowym, Państwową i Ochotniczą Strażą Pożarną, Policją, Strażą Graniczną, GPN-em, PPN-em i miejscowymi nadleśnictwami, a także z innymi grupami regionalnymi GOPR oraz z TOPR. Ratownicy GP GOPR biorą również udział w akcjach likwidacji klęsk żywiołowych jak pożary i powodzie.
Szeroko rozwinięta jest profilaktyka. W Stacji Centralnej Grupy rokrocznie odbywa się kilkadziesiąt szkoleń dla dzieci z cyklu „W górach bezpiecznie”, ratownicy podhalańscy brali aktywny udział w przygotowaniu internetowych programów interaktywnych „W górach bezpiecznie” i „Zimą w górach bezpiecznie”. Stale szkolą również z zakresu bezpieczeństwa górskiego przewodników górskich oraz pracowników leśnych.

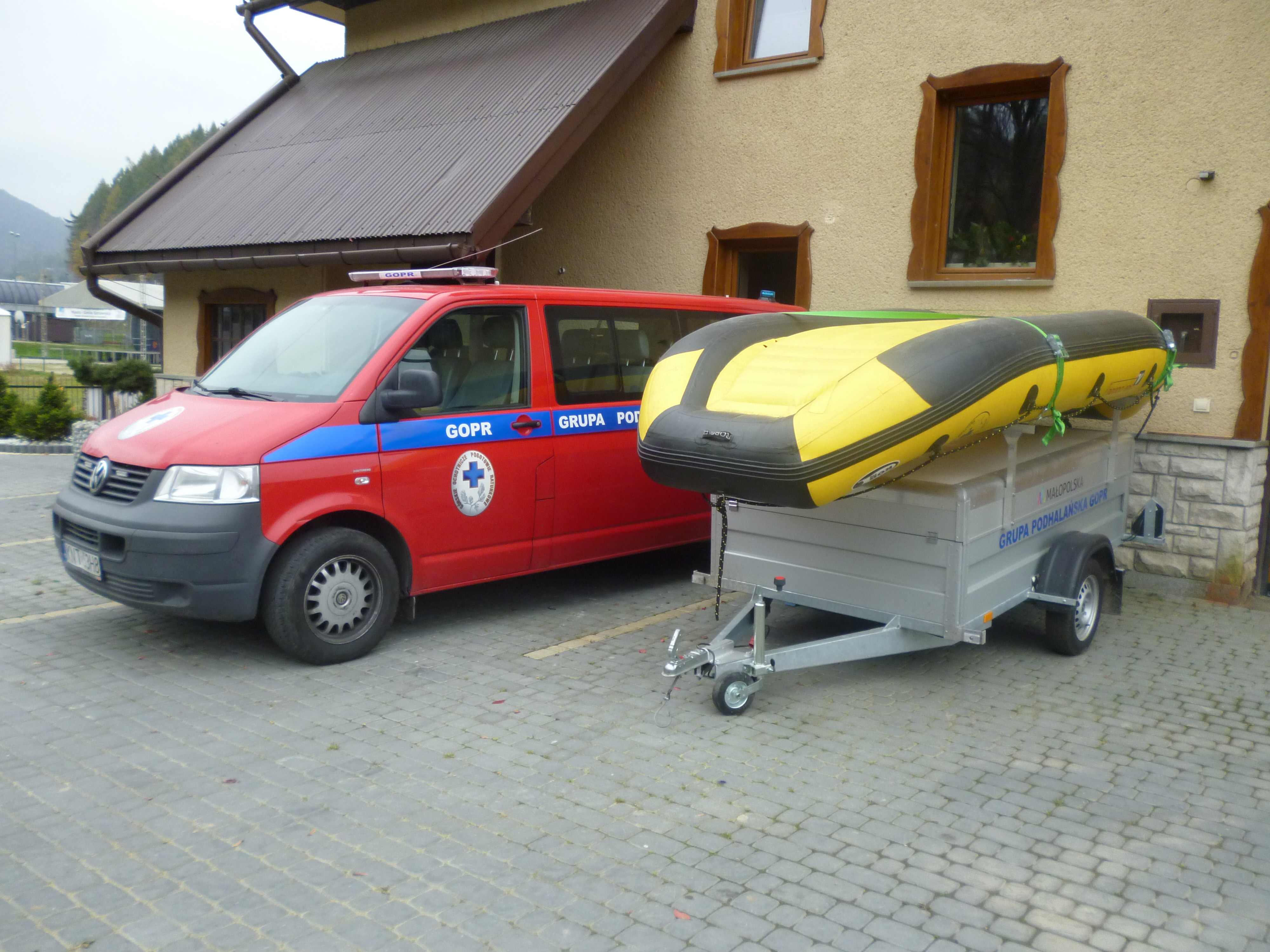
Samochód i ponton Grupy Podhalańskiej GOPR w Szczawnicy

## Stacje ratunkowe
- Rabka-Zdrój – Centralna Stacja Ratunkowa – Centrum Koordynacji Ratownictwa Górskiego – dyżur 24h
- Schronisko na Turbaczu – dyżur cały tydzień: 9.00-21.00
- Schronisko na Hali Krupowej – dyżur cały tydzień: 9.00-21.00
- Nowy Targ-Długa Polana – dyżur cały tydzień: 13.00-21.00 (okres letni), 9.00-17.00 (okres zimowy)
- Szczawnica – dyżur cały tydzień: 13.00-21.00 (okres letni), 9.00-21.00 (okres zimowy)
- Krościenko nad Dunajcem – dyżur w soboty, niedziele i święta: 13.00-21.00 (okres letni), 9.00-17.00 (okres zimowy)
- Ochotnica – dyżur w soboty, niedziele i święta: 13.00-21.00 (okres letni), 9.00-17.00 (okres zimowy)
- Kamienica – dyżur w soboty, niedziele i święta: 13.00-21.00 (okres letni), 9.00-17.00 (okres zimowy)
- Limanowa – dyżur w soboty, niedziele i święta: 13.00-21.00 (okres letni), 9.00-17.00 (okres zimowy)
- Niedźwiedź – dyżur w soboty, niedziele i święta: 13.00-21.00 (okres letni), 9.00-17.00 (okres zimowy)

## Wyróżnienia
W 2012 Grupa Podhalańska GOPR została odznaczona Brązowym Medalem Honorowym za Zasługi dla Województwa Małopolskiego.